# 田浦梅の里

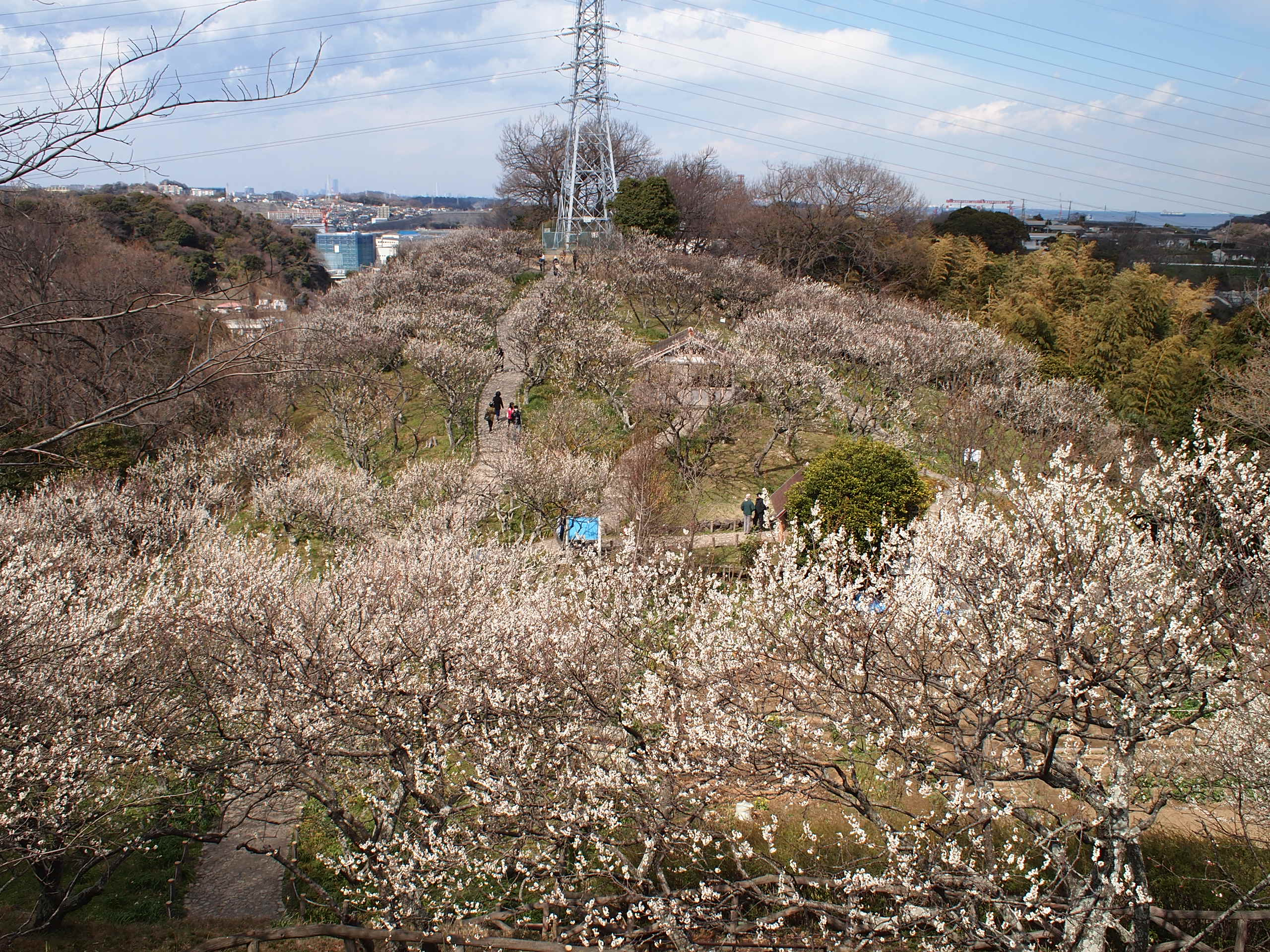
田浦梅の里

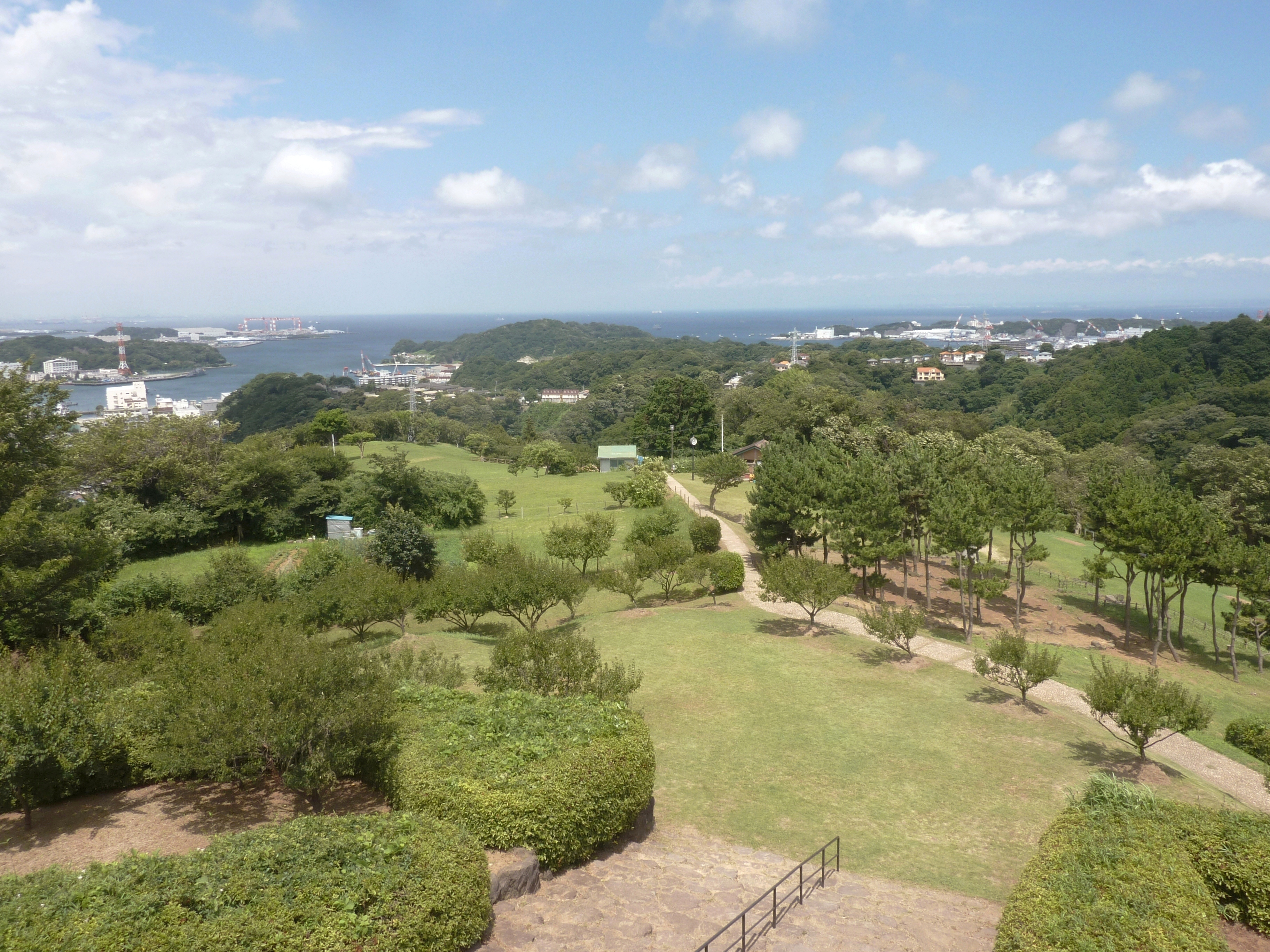
展望台から横須賀港方面を望む

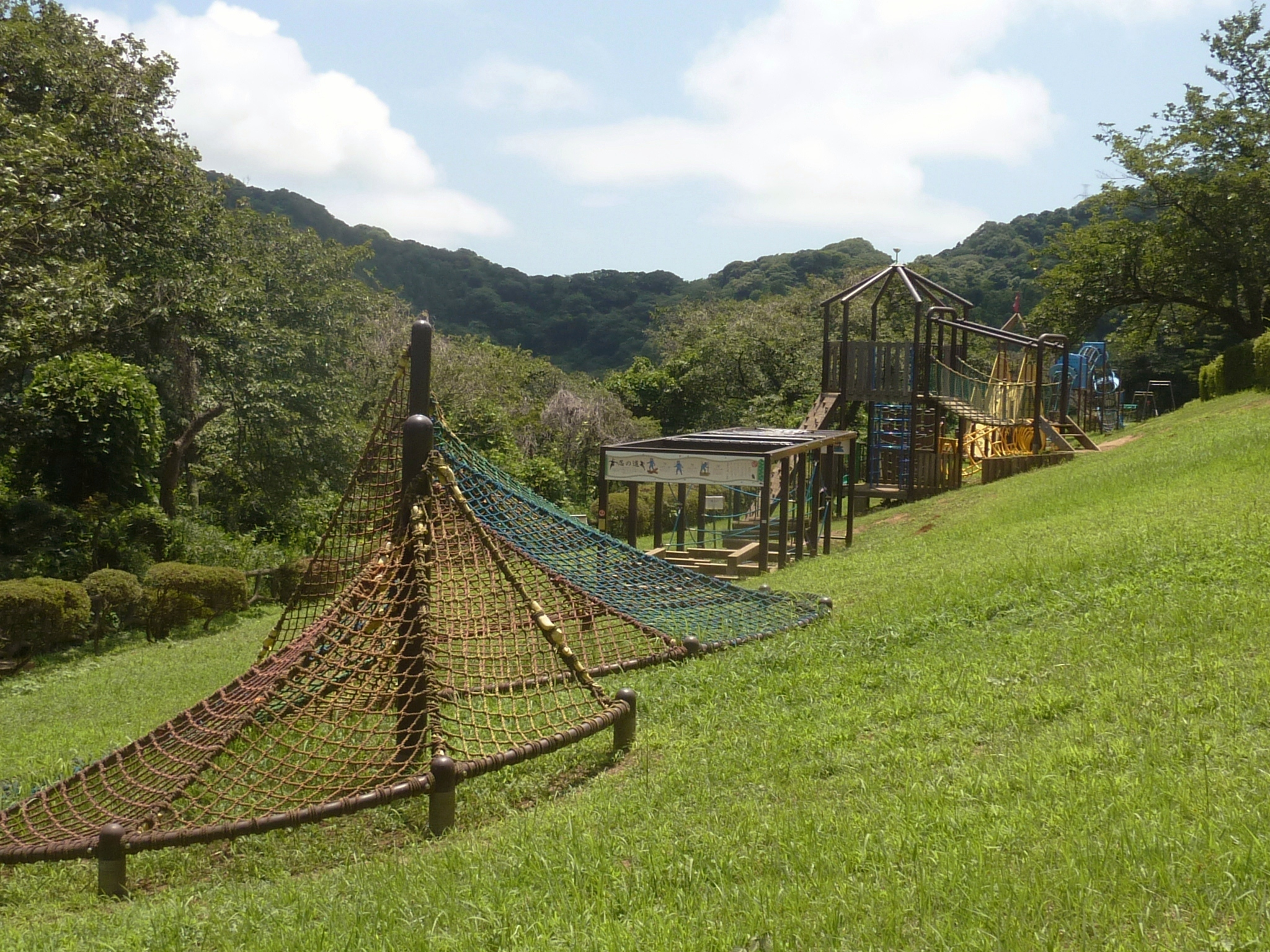
アスレチック遊具

田浦梅の里（たうらうめのさと）とは、神奈川県横須賀市田浦泉町に位置する公園（都市緑地）である。名前の通り梅の名所として初春頃賑わう。
田浦梅林（たうらばいりん）とも呼ばれる梅林の歴史は1934年（昭和9年）に皇太子（現・明仁上皇）の生誕を祝って地元の住民の有志が700本の梅を植えたことに始まる。1982年（昭和57年）頃に隣接する田浦緑地にも市がウメの植樹を始めたことにより梅林の規模が拡大し田浦梅林に田浦緑地を含めた総称として「田浦梅の里」と形容されるようになった。
現在は約6,000平方メートルの敷地に2700本以上のウメが植えられている。見どころの2月上旬 - 3月中旬ころには田浦梅林祭りが開催され毎年3万人以上の人出があるという。また園内に植えられた梅の実を原料として梅酒（横須賀梅酒、梅りきゅーる）が地元の名産品としてつくられている。
ちなみに沿道に植えられたスイセンも名物の一つでこちらは1月 - 3月ごろが見どころである。

## 設備
- 展望台
- アスレチック遊具
- トイレ
- あずまや

## アクセス
園内には駐車場が無いため公共交通機関を利用するのが推奨される。
- 横須賀線（JR東日本）田浦駅から徒歩25分。
- 京浜急行電鉄本線京急田浦駅下車。京浜急行バスに乗り換え「田浦郵便局」下車し徒歩20分。